# Ассансьер
Ассансье́р (фр. Assencières) — коммуна во Франции, находится в регионе Шампань — Арденны. Департамент — Об. Входит в состав кантона Пине. Округ коммуны — Труа.
Код INSEE коммуны — 10014.
Коммуна расположена приблизительно в 150 км к востоку от Парижа, в 70 км южнее Шалон-ан-Шампани, в 12 км к северо-востоку от Труа.

## Население
Население коммуны на 2008 год составляло 181 человек.
| 1962 | 1968 | 1975 | 1982 | 1990 | 1999 | 2008 |
| ---- | ---- | ---- | ---- | ---- | ---- | ---- |
| 68   | 73   | 85   | 89   | 106  | 145  | 181  |

## Администрация
| Период | Период | Фамилия       | Партия | Примечания |
| ------ | ------ | ------------- | ------ | ---------- |
| 2001   | 2008   | Жерар Леклерк |        |            |
| 2008   |        | Жан-Луи Пине  |        |            |

## Экономика
В 2007 году среди 113 человек в трудоспособном возрасте (15—64 лет) 85 были экономически активными, 28 — неактивными (показатель активности — 75,2 %, в 1999 году было 71,0 %). Из 85 активных работало 79 человек (43 мужчины и 36 женщин), безработных было 6 (0 мужчин и 6 женщин). Среди 28 неактивных 18 человек были учениками или студентами, 6 — пенсионерами, 4 были неактивными по другим причинам.